# 腐男子
腐男子（ふだんし）とは、ボーイズラブ（BL）・やおい作品を好む男性のこと。腐男子の別名として、父兄をもじった腐兄（ふけい） がある。腐兄という言葉はPINKちゃんねるの801板で2002年に発生した。

## 概要
腐男子の性的志向
やおい・ボーイズラブの愛好者は大半が女性であり、そういった嗜好は男性から嫌悪の対象となることが多い。しかし、男性の中にはアニメや小説のBL・やおいを好む者もおり、自らを腐女子をもじって腐男子と呼称する場合がある。このほか、百合を好む男性という意味で用いられることもある。また、フダンシズム-腐男子主義-に代表されるように、腐女子に理解を示す男性をこう呼ぶ場合もある。大手SNSサイトのtwitterでは腐女子のランク付けである貴腐人、汚長腐人等々のように、腐男子→腐兄（ふけい）→腐士（ぶし）→腐将（ぶしょう）→腐神（ぶしん）→腐墮（ブッダ）と、腐男子にランク付けをする者も現れるなど、少しずつ浸透の動きを見せている。
自身も腐男子であると公言する吉本たいまつによれば、ゼロ年代前半あたりから積極的に（揶揄の対象としてではなく）やおい・ボーイズラブ作品を鑑賞する男性が増え始めたという。流れとしてはまず男性向けのショタものを愛好するようになり、そこから徐々に女性向けのショタもののボーイズラブ作品にも興味を示すようになることが多く、少女のような外見を持っているが性別は男性という「男の娘」というジャンルも出現している。
ボーイズラブ雑誌の購入者の中には、ゲイ向けの雑誌の入手が困難なためその代替としてボーイズラブを楽しんでいるという男性同性愛者も含まれている。ただし、腐男子=男性同性愛者の等式は必ずしも成り立たない。2010年7月に吉本がおこなったウェブ上のアンケート調査によれば、「あなたの性的志向（性的に欲情する対象）はなんですか？」という設問に対し、「男性のみ」「男性寄りのバイ」という回答が合わせて全体の約5割を占めた一方、異性愛者の存在も18%確認されている。しかしながら吉本は、異性愛でなければならないという社会的圧力は、腐男子の間では相当弱まっていると判断している。

## 参考資料
- 吉本たいまつ『腐男子にきく。 改訂版』みるく☆きゃらめる、2009年3月。全国書誌番号:21716570。
- 吉本たいまつ『腐男子にきく2。』みるく☆きゃらめる、2010年8月。全国書誌番号:22066783。

## 関連資料
- 佐藤麻衣、石田仁「BL読者／非読者に対する調査 報告書」2022年4月20日。